# Rakouská hokejová reprezentace

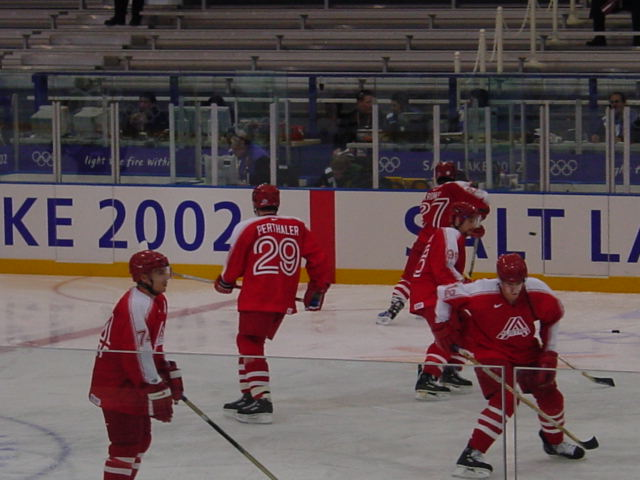
Rakouská hokejová reprezentace na ZOH 2002 v Salt Lake City

Rakouská hokejová reprezentace zastupuje v ledním hokeji na mezinárodní scéně od roku 1912 se dvěma několikaletými přestávkami Rakousko. Její medailové úspěchy jsou již více než sedmdesát let staré. Mnoho let se pohybovala při mistrovství světa v ledním hokeji mimo elitní skupinu A.

## Historie
Rakušané měli od počátku provozování ledního hokeje (tehdy pro odlišení od bandy hokeje označovaného jako kanadský) výhodu v tom, že ve Vídni mohli již od roku 1909 trénovat na umělé ledové ploše. Na mezinárodní scéně poprvé vystoupili v únoru na Mistrovství Evropy v ledním hokeji 1912 v Praze. Jednalo se o pražské Němce, kteří však reprezentovali dříve, než byl Rakouský svaz ledního hokeje přijat do tehdejší LIHG. Mistrovství Evropy bylo z tohoto důvodu posléze anulováno. O rok později se již rakouské mužstvo zúčastnilo mistrovství právem, ale zcela propadlo, když skončilo bez bodu poslední.
Po první světové válce Rakušané dlouho nemohli udržovat oficiální hokejové styky, protože jejich svaz byl na čtyři roky vyloučen z LIHG. Na mezinárodní scénu se však vrátili v polovině 20. let velmi silní. Na třech za sebou jdoucích mistrovstvích Evropy postupně získali všechny tři medailová umístění. Zisk titulu slavili bez ztráty bodu na Mistrovství Evropy v ledním hokeji 1927, které se konalo ve Vídni. Za skvělými výsledky týmu po návratu na mezinárodní scénu byla práce studenta medicíny Kanaďana Blakea Watsona, ale mistrovský titul s rakouským mužstvem získal jako trenér Gordon Dempsey.
Při první účasti na turnaji konaném v rámci olympijských her Rakušané neprošli v roce 1928 základní skupinou, ale v následujících letech sbírali další medailové úspěchy. Nejprve to byla dvě třetí místa v hodnocení mistrovství Evropy. Mistrovství světa v ledním hokeji 1931 bylo pro rakouský tým v historii nejúspěšnější. Vyhrál přesně polovinu zápasů, což mu při výpadcích soupeřů stačilo ve světovém pořadí na třetí místo za zámořskými týmy i k zisku druhého titulu mistra Evropy. O rok později se Rakousko zúčastnilo posledního samostatně konaného mistrovství Evropy v ledním hokeji, kde sice ani jednou neprohrálo, ale příliš mnoho remíz ho stálo titul. V roce 1933 si Rakušané ještě na mistrovství světa v Praze v rámci evropského pořadí druhé místo zopakovali. Od té chvíle se však již až do anšlusu Rakouska v roce 1938 nikdy tak vysoko jako v předcházejících letech neumístili.
Po druhé světové válce se rakouský tým mohl díky oddělení země od Německa a opětovnému přijetí rakouského svazu do LIHG na mezinárodní scénu vrátit mnohem rychleji než po první světové válce. Rakousko se tudíž již v roce 1947 na prvním poválečném mistrovství dočkalo posledního velkého hokejového úspěchu. Překvapivou výhrou nad Švédskem pomohlo k oběma titulům hostitelskému Československu a sobě k dosud poslední světové i evropské medaili. Kromě nich si odvezlo od vděčných domácích též mnoho darů, kterým dominoval vagón uhlí. Rakousko se ukázalo na Mistrovství světa v ledním hokeji 2024, a ukázalo se, že to je největší překvapení . Prohra s Kanadou 7:6pp, prohra se Švýcarskem 5:6, první výhra Rakouska v historii nad Finskem 3:2, třetí gól padl dvě setiny před koncem základní hrací doby. Výhra nad Norskem 4:1. Rakousko už není outsiderem, už je to rovnocenný soupeř.

### Lední hokej na olympijských hrách
| Hokej na ZOH | Místo ZOH                           | Umístění  | Soupisky |
| ------------ | ----------------------------------- | --------- | -------- |
| LOH – 1920   | Belgie Antverpy                     | Ne        |          |
| ZOH – 1924   | Francie Chamonix                    | Ne        |          |
| ZOH – 1928   | Švýcarsko Svatý Mořic               | 5. místo  | Soupiska |
| ZOH – 1932   | USA Lake Placid                     | Ne        |          |
| ZOH – 1936   | Německá říše Garmisch-Partenkirchen | 7. místo  | Soupiska |
| ZOH – 1948   | Švýcarsko Svatý Mořic               | 8. místo  | Soupiska |
| ZOH – 1952   | Norsko Oslo                         | Ne        |          |
| ZOH – 1956   | Itálie Cortina d'Ampezzo            | 10. místo | Soupiska |
| ZOH – 1960   | USA Squaw Valley                    | Ne        |          |
| ZOH – 1964   | Rakousko Innsbruck                  | 13. místo | Soupiska |
| ZOH – 1968   | Francie Grenoble                    | 13. místo | Soupiska |
| ZOH – 1972   | Japonsko Sapporo                    | Ne        |          |
| ZOH – 1976   | Rakousko Innsbruck                  | 8. místo  | Soupiska |
| ZOH – 1980   | USA Lake Placid                     | Ne        |          |
| ZOH – 1984   | Jugoslávie Sarajevo                 | 10. místo | Soupiska |
| ZOH – 1988   | Kanada Calgary                      | 9. místo  | Soupiska |
| ZOH – 1992   | Francie Albertville                 | Ne        |          |
| ZOH – 1994   | Norsko Lillehammer                  | 12. místo | Soupiska |
| ZOH – 1998   | Japonsko Nagano                     | 14. místo | Soupiska |
| ZOH – 2002   | USA Salt Lake City                  | 12. místo | Soupiska |
| ZOH – 2006   | Itálie Turín                        | Ne        |          |
| ZOH – 2010   | Kanada Vancouver                    | Ne        |          |
| ZOH – 2014   | Rusko Soči                          | 10. místo | Soupiska |
| ZOH – 2018   | Jižní Korea Pchjongčchang           | Ne        |          |

### Mistrovství světa v ledním hokeji
- divize D1
- Legenda: červené podbarvení - sestup, zelené podbarvení - postup, fialové podbarvení - reorganizace, změna skupiny či soutěže

| Hokej na MS  | Místo turnaje                                                    | Umístění                         | Soupisky |
| ------------ | ---------------------------------------------------------------- | -------------------------------- | -------- |
| MS – 1930    | Francie (Chamonix) Německo (Berlín)                              | 4. místo                         | Soupiska |
| MS – 1931    | Polsko (Krynica)                                                 | Bronzová medaile                 | Soupiska |
| MS – 1933    | ČSR (Praha)                                                      | 4. místo                         | Soupiska |
| MS – 1934    | Itálie (Milán)                                                   | 7. místo                         | Soupiska |
| MS – 1935    | Švýcarsko (Davos)                                                | 6. místo                         | Soupiska |
| MS – 1937    | Velká Británie (Londýn)                                          | 7. místo                         | Soupiska |
| MS – 1938    | ČSR (Praha)                                                      | 12. místo                        | Soupiska |
| MS – 1939    | Švýcarsko (Basilej, Curych)                                      | Ne                               |          |
| MS – 1947    | ČSR (Praha)                                                      | Bronzová medaile                 | Soupiska |
| MS – 1949    | Švédsko (Stockholm)                                              | 6. místo                         | Soupiska |
| MS – 1950    | Velká Británie (Londýn)                                          | Ne                               |          |
| MS – 1951    | Francie (Paříž)                                                  | 12. místo                        | Soupiska |
| MS – 1953    | Švýcarsko (Basilej, Curych)                                      | 6. místo                         | Soupiska |
| MS – 1954    | Švédsko (Stockholm)                                              | Ne                               |          |
| MS – 1955    | NSR (Krefeld, Düsseldorf, Dortmund, Köln)                        | 11. místo                        | Soupiska |
| MS – 1957    | SSSR (Moskva)                                                    | 7. místo                         | Soupiska |
| MS – 1958    | Norsko (Oslo)                                                    | Ne                               |          |
| MS – 1959    | Československo (Bratislava, Ostrava, Brno, Kladno, Kolín, Praha) | 15. místo                        | Soupiska |
| MS – 1961    | Švýcarsko (Ženeva, Lausanne)                                     | 14. místo                        | Soupiska |
| MS – 1962    | USA (Colorado Springs, Denver)                                   | 10. místo                        | Soupiska |
| MS – 1963    | Švédsko (Stockholm)                                              | 16. místo                        | Soupiska |
| MS – 1965    | Finsko (Tampere, Pori)                                           | 13. místo                        | Soupiska |
| MS – 1966    | Jugoslávie (Lublaň)                                              | 13. místo                        | Soupiska |
| MS – 1967    | Rakousko (Vídeň)                                                 | 14. místo                        | Soupiska |
| MS – 1969    | Švédsko (Stockholm)                                              | 13. místo                        | Soupiska |
| MS – 1970    | Švédsko (Stockholm)                                              | 15. místo                        | Soupiska |
| MS – 1971    | Švýcarsko (Bern, Ženeva)                                         | 13. místo                        | Soupiska |
| MS – 1972    | ČSSR (Praha)                                                     | 14. místo                        | Soupiska |
| MS – 1973    | SSSR (Moskva)                                                    | 11. místo                        | Soupiska |
| MS – 1974    | Finsko (Helsinky)                                                | 14. místo                        | Soupiska |
| MS – 1975    | NSR (Mnichov, Düsseldorf)                                        | 17. místo                        | Soupiska |
| MS – 1976    | Polsko (Katovice)                                                | 17. místo                        | Soupiska |
| MS – 1977    | Rakousko (Vídeň)                                                 | 17. místo                        | Soupiska |
| MS – 1978    | ČSSR (Praha)                                                     | 18. místo                        | Soupiska |
| MS – 1979    | SSSR (Moskva)                                                    | 15. místo                        | Soupiska |
| MS – 1981    | Švédsko (Stockholm, Göteborg)                                    | 17. místo                        | Soupiska |
| MS – 1982    | Finsko (Tampere, Helsinky)                                       | 10. místo                        | Soupiska |
| MS – 1983    | NSR (Düsseldorf, Dortmund, Mnichov)                              | 11. místo                        | Soupiska |
| MS – 1985    | ČSSR (Praha)                                                     | 12. místo                        | Soupiska |
| MS – 1986    | SSSR (Moskva)                                                    | 14. místo                        | Soupiska |
| MS – 1987    | Rakousko (Vídeň)                                                 | 11. místo                        | Soupiska |
| MS – 1989    | Švédsko (Stockholm)                                              | 14. místo                        | Soupiska |
| MS – 1990    | Švýcarsko (Bonn, Fribourg)                                       | 11. místo                        | Soupiska |
| MS – 1991    | Finsko (Turku, Tampere, Helsinky)                                | 13. místo                        | Soupiska |
| MS – 1992    | ČSFR (Praha, Bratislava)                                         | 13. místo                        | Soupiska |
| MS – 1993    | SRN (Dortmund, Mnichov)                                          | 9. místo                         | Soupiska |
| MS – 1994    | Itálie (Canezei, Bolzano, Milán)                                 | 8. místo                         | Soupiska |
| MS – 1995    | Švédsko (Stockholm)                                              | 11. místo                        | Soupiska |
| MS – 1996    | Rakousko (Vídeň)                                                 | 12. místo                        | Soupiska |
| MS – 1997    | Finsko (Helsinky, Turku, Tampere)                                | 12. místo                        | Soupiska |
| MS – 1998    | Švýcarsko (Curych, Basilej)                                      | 14. místo                        | Soupiska |
| MS – 1999    | Norsko (Hamar, Lillehammer, Oslo)                                | 10. místo                        | Soupiska |
| MS – 2000    | Rusko (Petrohrad)                                                | 13. místo                        | Soupiska |
| MS – 2001    | Německo (Norimberk, Kolín nad Rýnem, Hannover)                   | 11. místo                        |          |
| MS – 2002    | Švédsko (Göteborg, Jönköping, Karlstad)                          | 12. místo                        |          |
| MS – 2003    | Finsko                                                           | 10. místo                        |          |
| MS – 2004    | Česko                                                            | 11. místo                        |          |
| MS – 2005    | Rakousko                                                         | 16. místo (sestup)               |          |
| MS – 2006 D1 | Estonsko                                                         | místo (postup)                   |          |
| MS – 2007    | Rusko (Moskva , Petrohrad)                                       | 15. místo (sestup)               |          |
| MS – 2008 D1 | Rakousko                                                         | místo (postup)                   |          |
| MS – 2009    | Švýcarsko                                                        | 14. místo (sestup)               |          |
| MS – 2010 D1 | Nizozemsko                                                       | místo (postup)                   |          |
| MS – 2011    | Slovensko                                                        | 15. místo (sestup)               | Soupiska |
| MS – 2012 D1 | Slovinsko                                                        | místo (postup)                   |          |
| MS – 2013    | Švédsko a Finsko                                                 | 15. místo (sestup)               | Soupiska |
| MS – 2014 D1 | Jižní Korea                                                      | místo (postup)                   |          |
| MS – 2015    | Česko                                                            | 15. místo (sestup)               | Soupiska |
| MS – 2016 D1 | Polsko                                                           | 4. místo                         |          |
| MS – 2017 D1 | Ukrajina                                                         | místo (postup)                   |          |
| MS – 2018    | Dánsko                                                           | 14. místo                        | Soupiska |
| MS – 2019    | Slovensko (Bratislava, Košice)                                   | 16. místo (sestup)               | Soupiska |
| MS – 2020 D1 | Slovinsko a Polsko                                               | Zrušeno kvůli pandemii covidu-19 |          |
| MS – 2021 D1 | Slovinsko a Polsko                                               | Zrušeno kvůli pandemii covidu-19 |          |
| MS – 2022    | Finsko (Helsinky, Tampere)                                       | 11. místo                        | Soupiska |
| MS – 2023    | Lotyšsko a Finsko (Riga, Tampere)                                | 14. místo                        | Soupiska |
| MS – 2024    | Česko (Praha a Ostrava)                                          | 10. místo                        | Soupiska |
| MS – 2025    | Švédsko a Dánsko (Stockholm, Herning)                            | 8. místo                         | Soupiska |

### Samostatná mistrovství Evropy v ledním hokeji a tituly z dalších
- 1910 –
- 1911 –
- 1912 – 3. místo
- 1913 – 4. místo
- 1914–1924 –
- 1925 – 2. místo
- 1926 – 3. místo
- 1927 – Titul mistra Evropy
- 1929 – 3. místo
- 1931 – Titul mistra Evropy
- 1932 – 2. místo

## Významné osobnosti

### Trenéři
- Luděk Bukač

## Galerie dresů reprezentace
| ZOH 1994 | MS 1998 | ZOH 1998 a 2002 a MS 1998–2004 | ZOH 2014 | MS 2018 | MS 2022 |
|          |         |                                |          |         |         |